# Pycnandra griseosepala
Pycnandra griseosepala är en tvåhjärtbladig växtart som beskrevs av Willem Willen Vink. Pycnandra griseosepala ingår i släktet Pycnandra och familjen Sapotaceae.
Artens utbredningsområde är Nya Kaledonien. Inga underarter finns listade i Catalogue of Life.